# 刚毛猪笼草
刚毛猪笼草（学名：Nepenthes hirsuta）是婆罗洲特有的热带食虫植物。其最大的特点就是披被着厚厚一层棕色的毛被，而其他猪笼草多只在花序上具毛被。捕虫笼多为全绿色，内表面具一些红色的斑点。其种加词“hirsuta”来源于拉丁文“hirsūtus”，意为“多毛的，刚毛的”。
刚毛猪笼草生长于海拔200米至1100米处。其分布广泛于荒原森林、覆满苔藓的低地山地森林、开阔地和山脊下部的灌木丛。其通常生长在砂质土壤上。

## 相关物种
刚毛猪笼草与粗毛猪笼草（N. hispida）和大型平庸猪笼草（N. macrovulgaris）之间存在着密切的近缘关系。植物学家马修·杰布和马丁·奇克还认为刚毛猪笼草与菲律宾巴拉望特有的菲律宾猪笼草（N. philippinensis）之间存在着密切的近缘关系。
| 大型平庸猪笼草、刚毛猪笼草和粗毛猪笼草之间形态特征的差别（Steiner, 2002 after Clarke, 1997） |                                                                      |                                                  |                                      |
| 形态特征                                                                                     | 大型平庸猪笼草                                                       | 刚毛猪笼草                                       | 粗毛猪笼草                           |
| 叶片                                                                                         | 不长于30厘米，椭圆形至线形                                           | 革质，不长于20厘米，管状－匙形或倒卵形           | 革质，不长于28厘米，倒披针形至长圆形 |
| 叶尖                                                                                         | 急尖至钝尖                                                           | 急尖或浑圆                                       | 渐尖至钝尖，常不等                   |
| 叶基                                                                                         | 渐缩成带翼的叶柄，基部的叶柄翼更宽大，约包住茎周长的二分之一，不下延 | 减缩，横向平展，约包住茎周长的二分之一           | 减缩，约包住茎周长的二分之一，常下延 |
| 纵脉                                                                                         | 中脉两侧各2至3条                                                     | 不明显                                           | 中脉两侧各3条                        |
| 毛被                                                                                         | 成熟的捕虫笼和茎无毛被，发育中的捕虫笼有少量的短毛                   | 茎覆盖着褐色的长毛，但不呈类似粗毛猪笼草的鬃毛状 | 茎覆盖着浓密的鬃毛状紫灰色毛被       |

在食虫植物数据库中，分类学家简·斯洛尔（Jan Schlauer）将粗毛猪笼草列为刚毛猪笼草的同物异名。

## 种下类群
- Nepenthes hirsuta var. glabrata Macf. (1908)[9]
- Nepenthes hirsuta var. glabrescens W.G.Sm. (1882)[10][=N. distillatoria]
- Nepenthes hirsuta var. glabrescens rubra auct. non Hort. ex Rafarin: Nichols. (1892) [=N. distillatoria]
- Nepenthes hirsuta var. typica Macf. (1908) nom.illeg.

## 自然杂交种
- N. albomarginata × N. hirsuta[4]
- N. ampullaria × N. hirsuta[4]
- ? N. hirsuta × N. lowii[5][11]

## 扩展阅读
- 食虫植物照片搜寻引擎中刚毛猪笼草的照片（页面存档备份，存于）

 维基共享资源上的相關多媒體資源：刚毛猪笼草
 維基物種上的相關：刚毛猪笼草